# Maya Lawrence
Maya Lawrence (New York, 1980. július 17. –) amerikai párbajtőrvívó, aki az Egyesült Államok vívócsapatának tagja volt a 2012-es londoni nyári olimpián, ahol egyéni és csapatversenyeken vett részt. Bronzérmet nyert a női csapatversenyben Courtney Hurley, Kelley Hurley és Susie Scanlan mellett.

## Karrier
Lawrence a New Jersey állambeli Teaneckben nőtt fel, és a Teaneck High Schoolba járt, ahol másodévesként kezdett vívni, mielőtt 1998-ban diplomázott. Szülei Pat Lawrence, a Teaneck High School vívóedzője és Reginald Lawrence, aki sporttiszt volt. 2002-ben Lawrence kitüntetéssel diplomázott a Princeton Egyetemen politikatudomány és afroamerikai tanulmányok kettős szakán. A Princeton vívócsapatának tagja volt, és Ivy League kitüntetést szerzett mind a négy év alatt, amíg ott volt. 2007-ben szerzett mesterfokozatot angol mint második nyelv oktatásból a Columbia Egyetemen.

## Fordítás
Ez a szócikk részben vagy egészben  a   Maya Lawrence című angol Wikipédia-szócikk ezen változatának fordításán alapul.  Az eredeti cikk szerkesztőit annak laptörténete sorolja fel. Ez a jelzés csupán a megfogalmazás eredetét és a szerzői jogokat jelzi, nem szolgál a cikkben szereplő információk forrásmegjelöléseként.